# Rozkaz NKWD Nr 00486

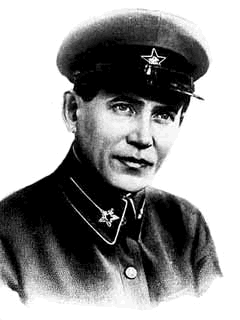
Nikołaj Jeżow

Rozkaz nr 00486 NKWD (pełna nazwa: Rozkaz Operacyjny Ludowego Komisarza Spraw Wewnętrznych ZSRR nr 00486 z dnia 15 sierpnia 1937 roku) instruował funkcjonariuszy aparatu nacisku o konieczności stosowania represji politycznych wobec współmałżonków wrogów ludu, zwanych także „zdrajcami Ojczyzny, członkami prawicowo-trockistowskich organizacji szpiegowsko-dywersyjnych zaliczanych – zgodnie z rozkazem nr 00447 NKWD do pierwszej i drugiej kategorii (przestępców politycznych) począwszy od dnia 1 sierpnia 1936”. Rozkaz został podpisany przez Nikołaja Jeżowa szefa NKWD i Głównego Zarządu Bezpieczeństwa Państwowego.
Wprawdzie preambuła rozkazu wymieniała jedynie współmałżonków, szczegółowa instrukcja wymieniała także „niebezpieczne socjalnie dzieci w wieku powyżej 15 lat” oraz dzieci poniżej 15 roku życia. Stąd rozkaz ten był nazywany Rozkazem o członkach rodzin zdrajców Ojczyzny (Приказ о ЧСИР (членах семей изменников Родины)).
Rozkaz ten był podstawowym elementem systemu prawnego okresu wielkiej czystki. Wprowadzał nową kategorię więźniów politycznych, co znalazło odbicie w wielu rozkazach wykonawczych NKWD. Rozkaz nr 00689 częściowo złagodził jego rygory.

## Szczegóły
Wszystkie sprawy były rozpatrywane przez Kolegia Specjalne NKWD (ros. Особое Совещание при НКВД СССР – Osoboje Sowieszczanija, w skrócie OSO). Współmałżonkowie (w ogromnej większości przypadków chodziło o żony) mieli być zsyłani do obozów pracy przymusowej z wyrokami „co najmniej 5–8 lat”. 
„Socjalnie niebezpieczne” dzieci również miały być umieszczane w obozach pracy, poprawczych koloniach pracy, lub w domach dziecka o zaostrzonym rygorze (детские дома особого режима). Pozostałe dzieci należało umieszczać w zwykłych domach dziecka lub u nieskazanych krewnych (za zgodą tych ostatnich) z wyjątkiem niektórych miast, jak Moskwa, Leningrad, Kijów, Tyflis, czy Mińsk, gdzie dzieci takie przebywać nie mogły.
Rozkaz wskazywał również, jak należy postępować z matkami karmiącymi, chorymi lub z chorymi dziećmi. Nie należało ich aresztować, ani zsyłać do obozów pracy natychmiast, lecz dopiero po zakończeniu karmienia piersią lub wyzdrowieniu. Personel domów dziecka, w których miały być przetrzymywane dzieci skazanych, powinien zostać sprawdzony i oczyszczony politycznie, bądź też zastąpiony przez osoby mogące właściwie zadbać o „resocjalizację” tych dzieci.
Rozkaz instruował również wykonawców, że w przyszłości współmałżonkowie „zdrajców Ojczyzny” winni być aresztowani równocześnie z podejrzanymi.

## Wykonanie
Zgodnie z postanowieniami rozkazu powstała cała sieć specjalnych obozów pracy dla różnych rodzajów krewnych skazańców: żon, żon karmiących, żon starszych wiekiem, wreszcie dla dzieci. W rezultacie, w okresie Wielkiej Czystki domy dziecka były przepełnione, a kraj został zalany setkami tysięcy bezdomnych sierot, co znacznie zwiększyło przestępczość młodocianych, po raz wtóry od zakończenia wojny domowej 1917–1920.

## Częściowe odwołanie
Jednym z elementów odwrotu od błędów i wypaczeń okresu „Jeżowszczyzny” było, że 17 października 1938 roku wydany został Rozkaz nr 00689 podpisany przez Ławrientija Berię nakazujący aresztowanie tylko tych współmałżonków, którzy wiedzieli o antyrewolucyjnej działalności skazanych, bądź też tych, o których otrzymano informacje, że są „politycznie niewiarygodni lub wykazujący socjalnie niebezpieczne zachowania i tendencje”. Cofnięto również nakaz równoczesnego aresztowania. W sensie wykonawczym – wobec osób, które nie zostały nowym rozkazem zwolnione od odpowiedzialności – nic się nie zmieniło.